# Kapelle Mariazell

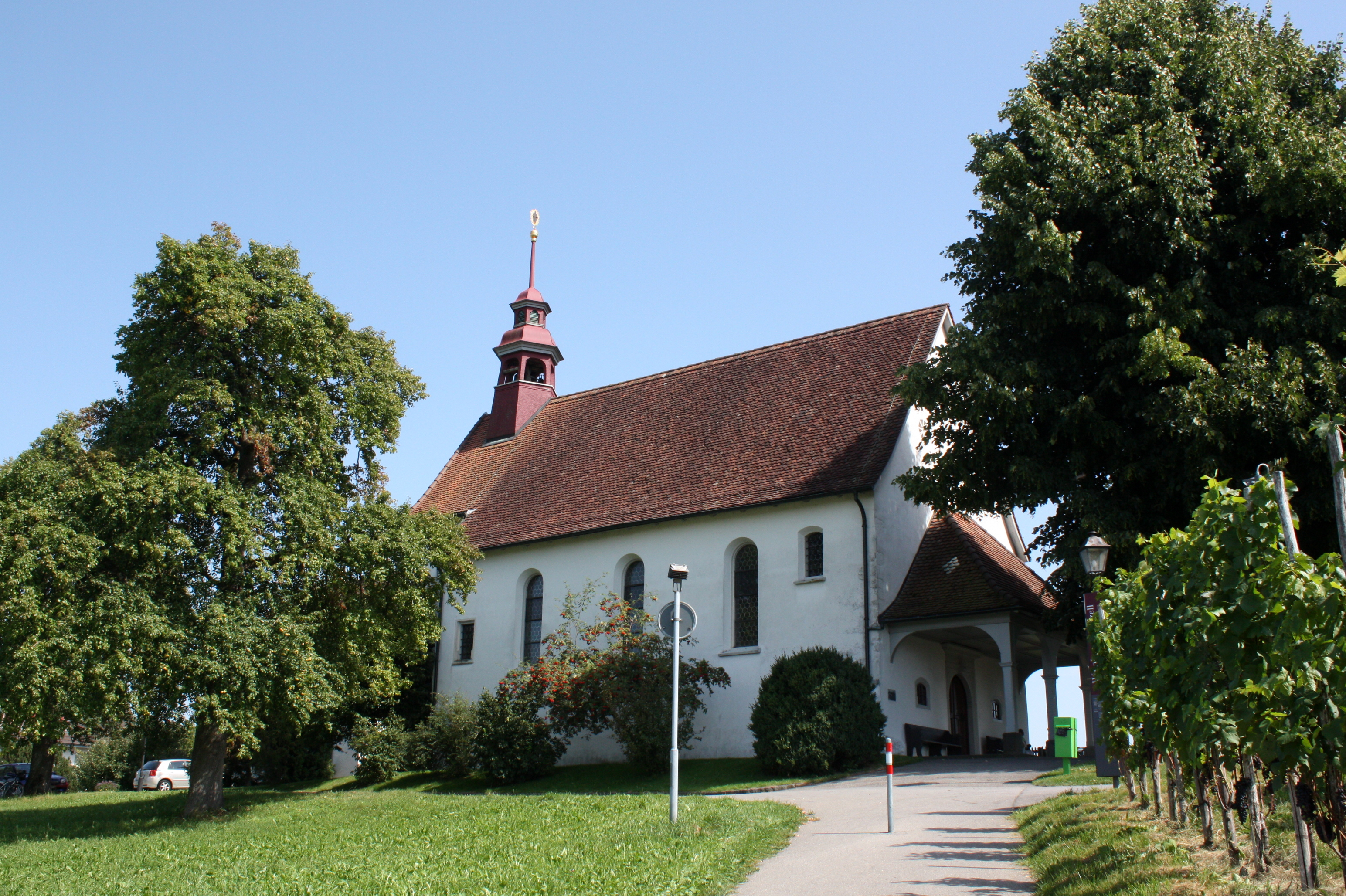
Wallfahrtskapelle Mariazell

Die Kapelle Mariazell ist ein auf das Patrozinium Maria Hilf! geweihter Wallfahrtsort in der Gemeinde Sursee im Kanton Luzern. Die Kapelle gehörte spätestens ab 1371 zur katholischen Pfarrei von Sursee und betreute den ehemaligen Weiler Wile, der später Maria Zell hiess und heute das Stadtquartier Mariazell bildet.
Vormals direkt am Seebecken, dem Triechter gelegen, wurde das Gebäude im Jahr 1657 abgetragen. Ein Steinkreuz aus dem Jahr 1723 erinnert heute an den ehemaligen Standort. Als Ersatz wurde auf der Stirnmoräne das heutige einschiffige Sakralgebäude errichtet und 1658 vom damaligen Bischof von Lausanne Jodok Knab eingeweiht. Die zwei Glocken des Geläuts sind auf die Jahre 1594 und 1658 datiert. Neben dem Sakralbau wurde 1753 eine Kaplanei gebaut. Die Kapelle wurde mehrmals umgebaut und renoviert, im 20. Jh. erfolgten Gesamtrestaurierungen an beiden Gebäuden.
Die Kapelle hat drei aus Holz geschnitzte Marienaltäre, welche in frühbarockem Stil reichhaltig ausgestaltet sind. In theatralischen Szenerien stellen halblebensgrosse vollplastische und polychrome Figuren Stationen aus dem Leben Mariens dar. Diese wurden um 1660/65 von der Bildhauerwerkstatt Tüfel in Sursee geschaffen. Die flache Holzdecke ist mit 35 Bildern marianischer Symbole bemalt. Die Orgel der Kapelle wurde 1984 von Orgelbau Graf aus Sursee erbaut.
Direkt neben der Wallfahrtskapelle befindet sich die Sprachheilschule und das sozialpädagogische Schulheim Mariazell Sursee. Die Institution wurde im Jahr 1896 u. a. von den Familien Schnyder von Wartensee und Meyer-am Rhyn gegründet. Seither betreuen nebst weltlichen Fachkräften auch Schwestern des Klosters Baldegg die Schüler.
An der Hauptstrasse von Sursee nach Schenkon befindet sich eine Haltestelle der Postautolinie Sursee–Schenkon–Sempach-Station und der Buslinie Sursee–Schenkon–Beromünster. Vom Heiligenhäuschen her führt der Pilgerweg vorbei an den ersten Rebstöcken zum Wallfahrtsort. Die erhöhte Lage mit ca. 524 m ü. M. auf dem Moränenhügel – also rund 20 Meter über dem Seespiegel – bietet in südöstlicher Richtung einen Ausblick über den Sempachersee und bei gutem Wetter mit Sicht bis zum Pilatus und in die Zentralschweizer Voralpen. Die milde Lage am Südhang hin zum Sempachersee beschert dem Anfang des 21. Jahrhunderts angelegten Weinberg wiederholt eine gute Ernte.